# Sulat sug
Le sulat sug ou sulu, est une adaptation de l’alphabet arabe utilisée pour écrire le tausug, une langue austronésienne. 